# Würzbissen

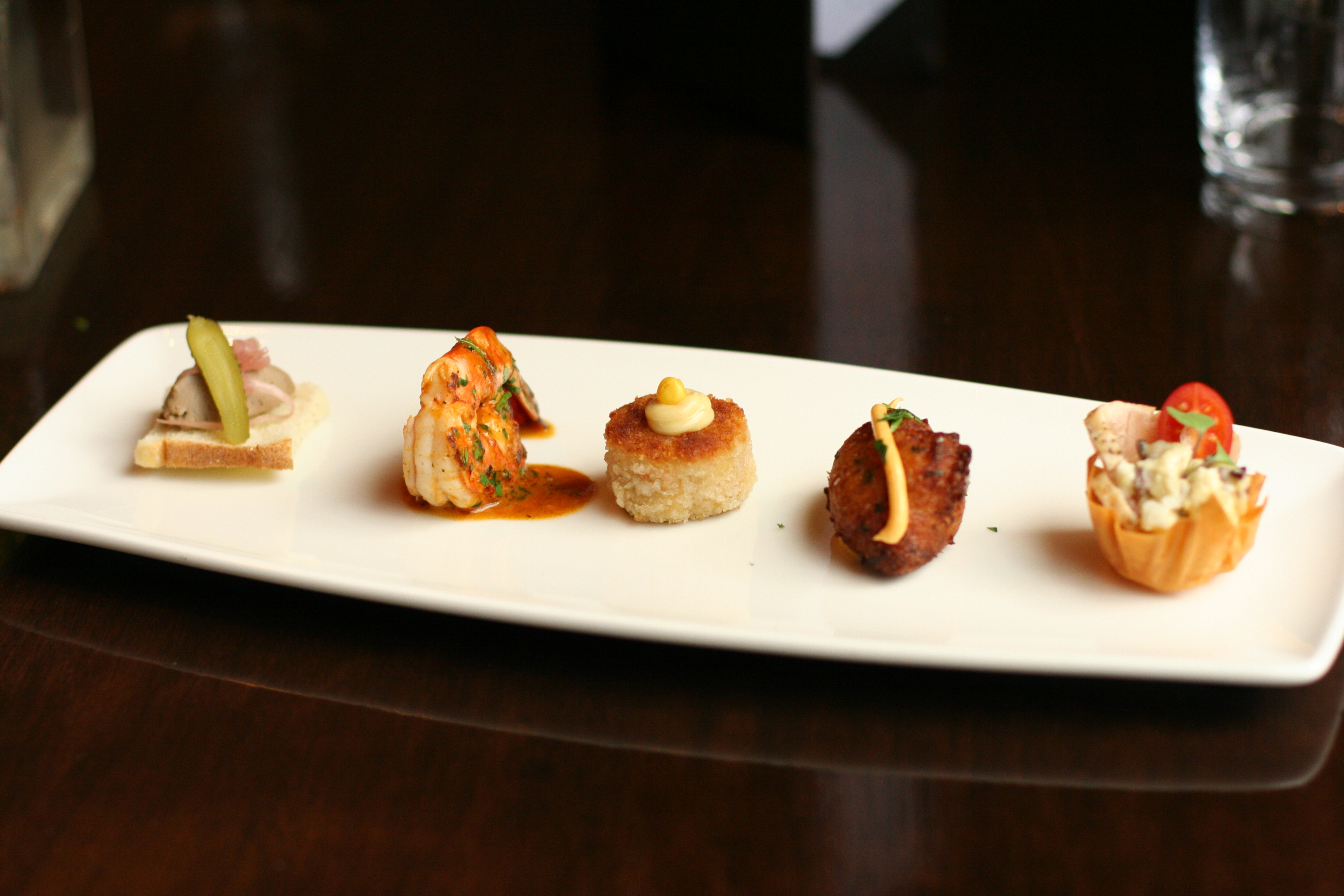
Canapes Auswahl

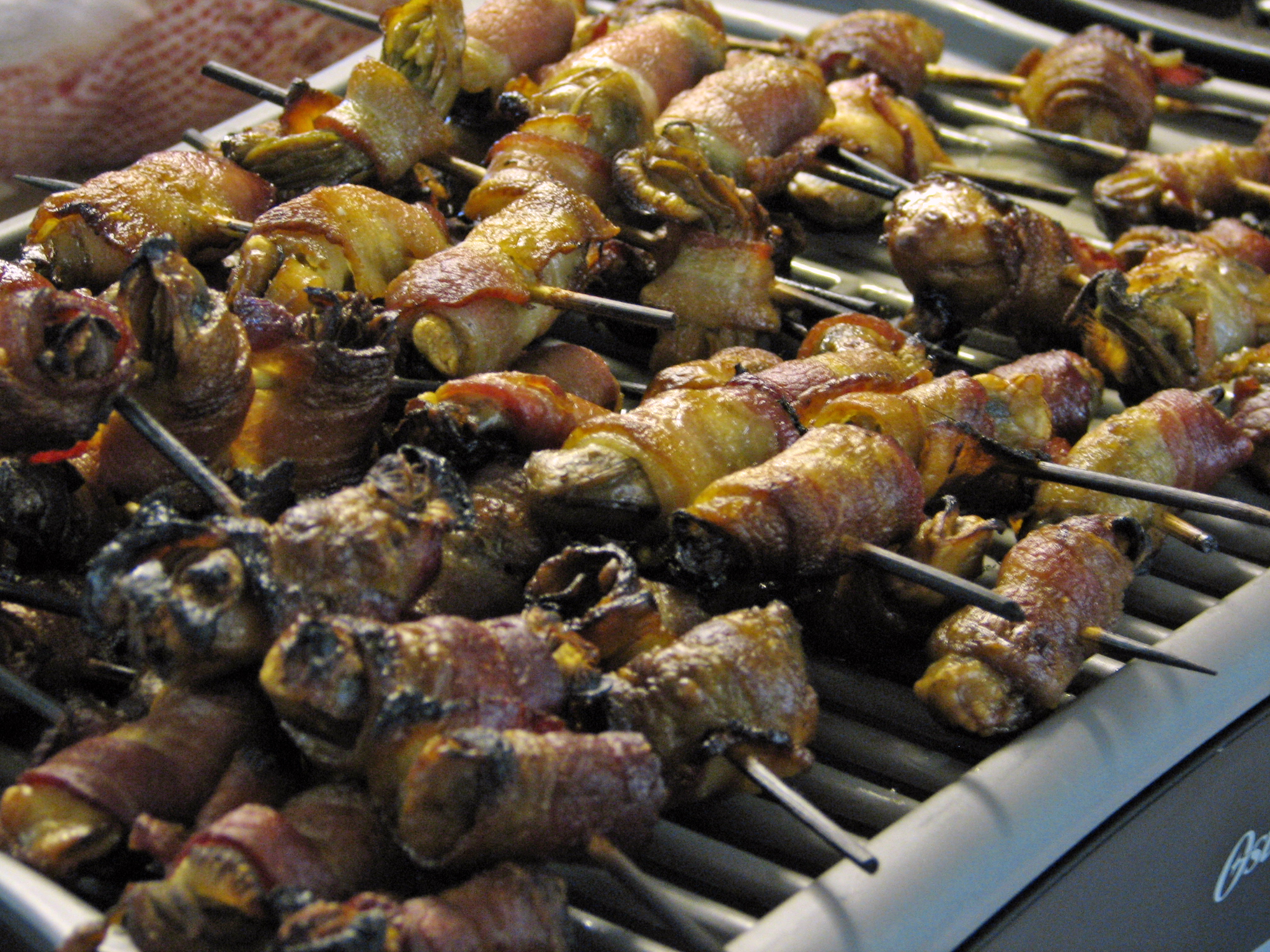
Angels on horseback sind Würzbissen auf Spießchen

Würzbissen (engl. savo(u)ries, franz. savouries) stellen die pikante Art unter den Nachspeisen, die in der Menüfolge nach dem Hauptgang serviert und verzehrt werden – dabei handelt es sich um kräftig gewürzte, kleine, meist warme Gerichte. Würzbissen sind beliebt zu Cocktails oder man findet sie auf Imbiss-Büfetts.

## Geschichte
Die kleinen herzhaften Gerichte (savouries) sind englischen Ursprungs, die schon im späten viktorianischen und edwardianischen Zeitalter am Ende der Mahlzeit serviert wurden, nach oder manchmal anstelle des Desserts. Die Auswahl an savouries umfasste Welsh rarebit, Angels on horseback, Streifen von Käse, gefüllte Törtchen, pochierte Eier, verschiedene scharfe Gerichte sowie warme oder kalte Canapés.

## Wortherkunft
Savouries (Einzahl savoury) wird hauptsächlich in Großbritannien für herzhafte Snacks verwendet und leitet sich ab vom englischen Adverb „savourily“ (würzig) bzw. dem Nomen „savouriness“ (Würze). Herkunft aus dem Mittelenglischen über Altfranzösisch savoure für „lecker, duftend“, basierend auf Latein sapor für „Geschmack“.
Der Begriff savouries geht auf das 17. Jahrhundert zurück, als er sich auch auf eine herzhafte Vorspeise beziehen konnte, diese Verwendung geriet jedoch in Vergessenheit.

## Verwendung
Bei Banketts oder Empfängen fungieren Würzbissen als anspruchsvolle Imbisse in Form von Happen, Spießchen etc. Hierzu zählen die Tarteletts, Barquettes (Schiffchen), Allumettes (garnierte Blätterteigstreifen), Canapés, Back-Camembert, Sandwiches usw. Als Würzbissen können viele der Hors-d’oeuvre als Nachtisch serviert werden, wenn sie etwas schärfer gewürzt werden. In der englischen Gastronomie werden Würzbissen als selbstständiger Gang nach der Süßspeise serviert.
Beispielhafte Folge der Würzbissen in mehrteiligen Menüs:
- Vorspeise, Suppe, Zwischengericht, Eisgetränk, Hauptgang, Salat, Süßspeise, Käse, Würzbissen, Nachtisch, Mokka.[1]
- Kalte Vorspeise, Suppe, warme Vorspeise, Fisch, Hauptplatte, warmes Zwischengericht, kaltes Zwischengericht, Sorbet, Braten mit Salat, Gemüse, Süßspeise, Würzbissen, Nachtisch.[2]